# Balogh István (költő)
Balogh István (Zenta, 1946. október 31. –) vajdasági magyar író, költő, tanár, a Vajdasági Írók Egyesületének tagja.

## Élete
Szülővárosa gimnáziumában érettségizett, az Újvidéki Egyetem BTK Magyar Tanszékén diplomázott. Volt általános-, közép- és főiskolai tanár pedagógusi pályafutása alatt. Ezenfelül több iskola igazgatójának mondhatta magát, illetve rendszeresen részt vett az érettségi bizottságban. Irodalmi munkássága mellett tagja volt a Szabadkán megjelenő Üzenet című irodalmi, művészeti, társadalomtudományi és kritikai folyóirat szerkesztő bizottságának 1976 és 1980 között, az Üzenet kiadói tanácsának az elnöke 1980 és 1991 között, tagja a Szabadkán szerbhorvát nyelven megjelenő Rukovet című irodalmi és kritikai folyóirat szerkesztőségének 1976 és 1991 között.   
1993-ban költözött Magyarországra, ettől kezdve itt is dolgozott tanárként, illetve iskolaigazgatóként. 2008-ban nyugdíjba vonult. Jelenleg hazánkban él és alkot; napjainkban is rendszeresen jelenik meg írása (verse, novellája) a Magyar Szó című vajdasági magyar nyelvű napilapban és más fórumokon.  
Műveiből fordítottak albán, angol, eszperantó, horvát, lengyel, német, szerb, szlovák nyelvre.
Fia, Balog Béla képzőművész.

## Munkássága[2]

### Művei
- Egyedül a napon. Versek. Zenta. 1973
- Szintarév – Sintarev. Elbeszélő költemény. Kétnyelvű kiadvány. (Szerbhorvátra fordította: Marija Cindori.) Szabadka. 1980
- Az első Dokumentumriport Lazar Nešić életéről; Munkásegyetem, Szabadka, 1984 (Életjel miniatűrök)
- Mayer Ottmár. Életrajz. Újvidék. 1987
- Gion Nándor elbeszélő stílusa. Tanulmány. Szabadka. 1992
- A Tisza tündérlánya. Mesék. Budapest. 1992
- Világom. Versek. Egyházasdengeleg. 2001
- Dengelegi évszázadok. Monográfia. Egyházasdengeleg. 2002
- Negyven. Válogatott versek. Zenta – Egyházasdengeleg. 2004
- Szilveszter Szilveszter. Kisregény és más történetek. Újvidék. 2007
- Panna és Mágocs. Meseregény. Újvidék. 2008
- Zentai ládafia. Mesék, mondák, történetek. Újvidék. 2009
- Örök partunk. Versek. Zenta. 2009
- Hintaszék. Három kisregény. Újvidék. 2010
- Megélesztő ákombákom. Meseregény. Újvidék. 2011
- Virágot ültetni sisakba. A Zitzer Club lírai krónikája. Oromhegyes. 2012
- Különös kalantén. Gyermekversek, mesék, történetek. Újvidék. 2013
- Mágikus fészkünk. Válogatott tárcák; Vajdasági Magyar Művelődési Intézet, Zenta, 2016
- Tízévesek. Két novella 1956-ról. Miskolc – Zenta. 2017

## Díjak, ösztöndíjak
- Aranykatedra-díj
- Bodrogvári Ferenc-különdíj